# Joël Bartholomeeussen
Joël Bartholomeeussen (Zoersel, 2 maart 1966) is een Belgisch voormalig voetballer.

## Carrière
Bartholomeeussen begon zijn professionele carrière bij Germinal Ekeren. Vier jaar later verhuisde hij naar KV Mechelen, waarmee hij de Beker van België 1991-92 won. Na vier seizoenen in Mechelen ging hij voor drie jaar naar Sporting Lokeren. In 1998 keerde hij terug naar Germinal Ekeren, dat in 1999 Germinal Beerschot werd. Hij sloot zijn carrière af in de lagere afdelingen bij Cappellen FC, KFC Lille, OG Vorselaar, Vlimmeren Sport en Eendracht FC Zoersel. 

### Belgische nationale ploeg
In 1991 werd Bartholomeeussen opgeroepen voor een vriendschappelijke wedstrijd met het Belgisch voetbalelftal, maar speelde niet.

## Statistieken
| Seizoen | Club               | Land   | Competitie         | Wedstrijden | Doelpunten |
| ------- | ------------------ | ------ | ------------------ | ----------- | ---------- |
| 1987/91 | Germinal Ekeren    | België | Jupiler Pro League | 96          | 9          |
| 1991/95 | KV Mechelen        | België | Jupiler Pro League | 122         | 8          |
| 1995/98 | Sporting Lokeren   | België | Jupiler Pro League | 73          | 3          |
| 1998/99 | Germinal Ekeren    | België | Jupiler Pro League | 36          | 2          |
| 1999/00 | Germinal Beerschot | België | Jupiler Pro League | 5           | 0          |
| 1999/00 | Cappellen FC       | België | Proximus League    | 19          | 1          |
| 2000/04 | KFC Lille          | België | Vierde klasse      | 104         | 11         |
|         |                    |        | Totaal             | 455         | 34         |